# Templo de San Miguel Arcángel (Bavispe)
El templo de San Miguel Arcángel es un edificio católico del pueblo de Bavispe ubicado en el noreste del estado de Sonora, México. Fue construido en el año de 1678 cuando al lugar se le conocía como la misión de San Miguel de Bavipa.  El 3 de mayo de 1887 sucedió un sismo de 7.4 escala de Richter en la región alta de Sierra Madre Occidental en el estado que dejó a una decena de pueblos en ruinas, quedando casi derrumbado en su totalidad el templo. Iniciando su reconstrucción a los meses del fenómeno. En 1945 se remodeló su fachada y torres con un estilo pseudo-gótico. La iglesia es catalogada como Conjunto Arquitectónico por el Instituto Nacional de Antropología e Historia (INAH) para su preservación.